# Glossocephalus milneedwardsi
Glossocephalus milneedwardsi är en kräftdjursart som beskrevs av Carl Erik Alexander Bovallius 1887. Glossocephalus milneedwardsi ingår i släktet Glossocephalus och familjen Oxycephalidae. Inga underarter finns listade i Catalogue of Life.